# Duguay-Trouin (kryssare, 1923)
Duguay-Trouin var det första fartyget i sin klass av franska lätta kryssare, som byggdes i början av 1920-talet. Hon fick sitt namn efter René Duguay-Trouin. Hon patrullerade Medelhavet under spanska inbördeskriget och efter andra världskrigets utbrott jagade hon nazistiska slagskepp innan hon internerades efter Frankrikes fall och fram till 1943. Hon deltog sedan i de allierades operationer i Medelhavet, stödde landstigningen i Provence och besköt nazistiska och fascistiska trupper vid Italiens kuster fram till krigsslutet. Duguay-Trouin deltog sedan i krigen i Algeriet och i Indokina.

## Design och beskrivning
Duguay-Trouin-klassens design baserades på en förbättrad version av en design från 1915, men omarbetades för en högre hastighet och en kraftfullare bestyckning för att matcha den brittiska Emerald-klassen och den amerikanska Omaha-klassens lätta kryssare. Fartygen hade en total längd på 175,3 meter, en bredd på 17,2 meter och ett djupgående på 5,3 meter. Deras deplacement var 8 128 ton vid standardlast och 9 655 ton vid fullast. Deras besättning bestod av 591 man när de tjänstgjorde som flaggskepp.

## Konstruktion och tjänstgöring

### Förkrigstiden
Duguay-Trouin kölsträcktes den 4 augusti 1922 och var den första stora enheten som påbörjades i Frankrike efter första världskriget. Hon sjösattes den 14 augusti 1923 och var en av de längsta lätta kryssarna på den tiden, vilket gjorde henne till ett snabbt fartyg som kunde hålla 30 knop under en hel dag under sjötesterna. Hon levererades den 2 november 1926.
Efter färdigställandet tilldelades hon 2:a eskadern och baserades i Brest. År 1929 blev hon flaggskepp för 3:e lätta divisionen i Medelhavet och 1931 genomförde hon en längre kryssning till Indokina, som då var en fransk koloni. Duguay-Trouin återvände till 2:a eskadern i Brest 1932, den här gången som flaggskepp, och stannade där till 1935.
År 1936 deltog hon i den internationella insatsen för att skydda sjöfarten i Medelhavet mot bakgrund av det spanska inbördeskriget. Vid detta tillfälle målades de övre tornen i blå-vita-röda färger för att underlätta identifiering och undvika attacker från krigförande parter.
År 1936 omvandlades hon ett artilleriutbildningsfartyg. Följande år moderniserades hon, bland annat med ett förstärkt luftvärnsartilleri.
I juni 1939 anslöt hon sig till 6:e kryssardivisionen.

### Andra världskriget
Frankrike förklarade krig den 3 september 1939 när Duguay-Trouin befann sig i Dakar. Tillsammans med andra franska och brittiska fartyg inledde hon patruller i Atlanten efter tyska slagskepp. Den 16 oktober 1939 erövrade Duguay-Trouin det tyska handelsfartyget Halle 200 sjömil (320 km) sydväst om Dakar. Halles besättning sänkte fartyget för att förhindra att det togs till fånga.

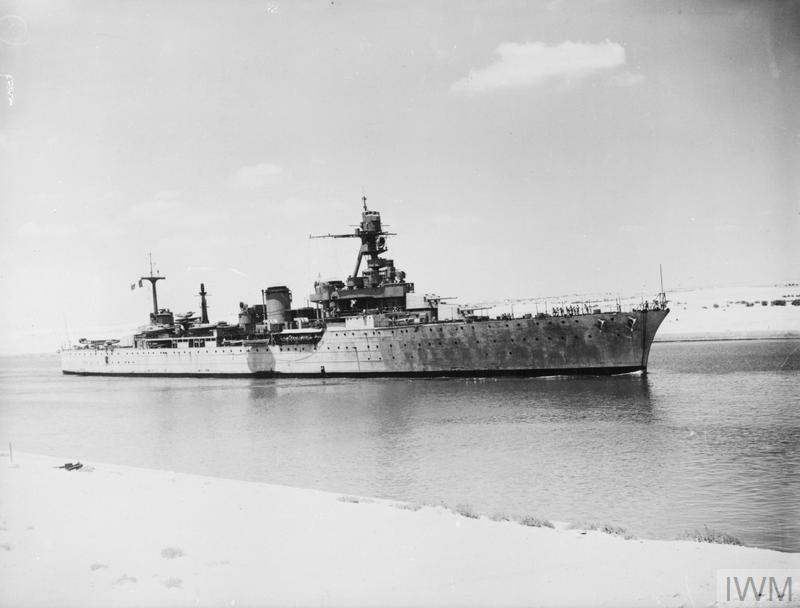
Duguay-Trouin i Suezkanalen i juni 1943

I början av maj 1940 förflyttades hon till östra Medelhavet, med bas i Beirut, för operationer i Adriatiska havet och Dodekaneserna.
I juli 1940, efter den franska kapitulationen, anslöt hon sig till amiral René-Émile Godfroys Force X i Alexandria, Egypten; där avväpnades hon enligt överenskommelse mellan de brittiska och franska amiralerna under Operation Catapult och internerades av britterna från den 22 juni 1940. Axelmakterna ockuperade den så kallade fria zonen i november 1942, vilket gjorde vapenvilan mellan Frankrike och Tyskland omöjlig och Duguay-Trouin återvände till de allierade den 30 maj 1943. Hon rustades upp i juli, och efter modernisering i Casablanca och Oran, återgick hon i aktiv tjänst i september 1943. Under sin ombyggnad fick Duguay-Trouin sina torpedtuber och flygplan borttagna, och fick istället 4 stycken 75 cm luftvärnskanoner, 15 20-millimeters kanoner och 10 13,2-millimeters kulsprutor.
I mars 1944 transporterade hon trupper mellan Alger, Ajaccio, Oran och Neapel. Hon stödde landstigningarna i södra Frankrike i augusti 1944och utförde därefter beskjutningar längs den italienska kusten med flankstyrkan fram till april 1945.

### Efterkrigstiden
Den 10 och 11 maj 1945 besköt Duguay-Trouin byar i Algeriet under massakern i Sétif och Guelma och öppnade eld i tio fall.
Den 28 maj 1947, när Indokinakriget bröt ut, lämnade Duguay-Trouin Toulon för Fjärran Östern via Diego-Suarez på Madagaskar, och anlände till Saigon den 13 november 1947. Hon stannade i regionen till september 1951 som flaggskepp för Fjärran Östern-divisionen och understödde landsättningsgrupper med eldunderstöd från 1948 till oktober 1951.
Duguay-Trouin togs slutligen ur bruk den 19 mars 1952, och såldes för skrotning 1953.
|                                                        |
| Bild som visar flygplansutrustningen i fartygets akter |

|                                      |
| Dugay-Trouin och hennes systerfartyg |

|                                                        |
| Ritningar som visar fartygets design innan ombyggnaden |